# مینی‌بار

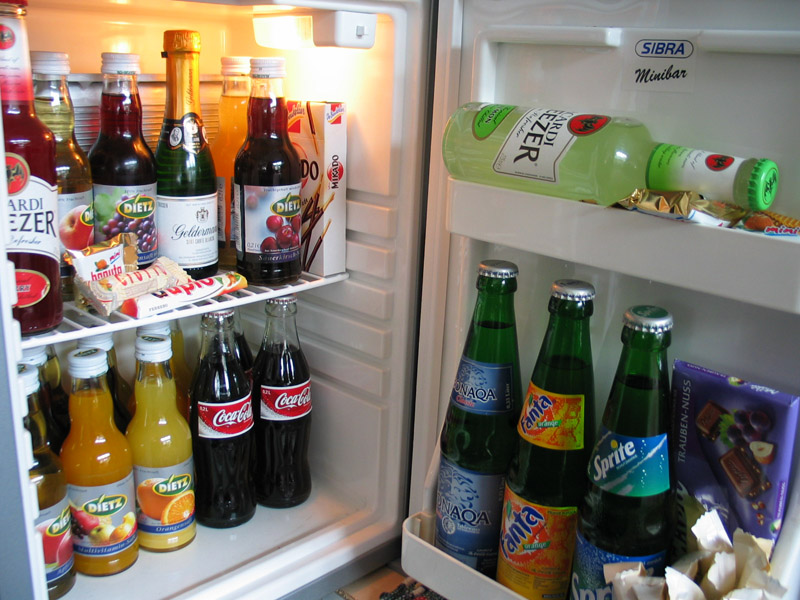

مینی‌بار (به انگلیسی: Minibar) محفظه ای برای نگهداری نوشیدنی ها و برخی اقلام غذایی در اتاق های هتل است. این بار کوچک حاوی نوشیدنی‌های الکلی و غیرالکلی و خوردنی‌های میان وعده‌است. در مینی بارها معمولاً نوشابه، آب‌نبات، نوشیدنی‌های الکلی، آب‌میوه ، کلوچه و غیره وجود دارد.